# Pardubice
Pardubice (njem. Pardubitz) grad su u Češkoj na rijeci Labi. Osnovane su 1340., a utemeljio ih je lokalni moćnik Arnošt od Hostine. Postoji samostan iz 13. stoljeća.
Pardubice su značajan industrijski centar (proizvodnja eksploziva, rafinerija nafte, proizvodnja kompjuterskih dijelova i strojeva). Značajna je konjička utrka Velká Pardubická koja se održava od 1874. i smatra najtežom u Europi. U staroj jezgri nalaze se renesansne građevine. Značajan je tzv. Zeleni toranj (Zelená věž) i Muzej istočne Češke.

## Poznate osobe
- Emil Artur Longen (rođen kao Emil Artur Pittermann), češki producent, scenarist, dramaturg, pisac, slikar i glumac.